# 村冈桃佳
村冈桃佳（日语：／ Muraoka Momoka，1997年3月3日—），日本女子高山滑雪运动员。她曾代表日本参加2014年、2018年和2022年冬季残疾人奥林匹克运动会高山滑雪比赛，获得四枚金牌、三枚银牌和二枚铜牌。